# María (kommun)
María är en kommun i Spanien.   Den ligger i provinsen Provincia de Almería och regionen Andalusien, i den sydöstra delen av landet, 300 km söder om huvudstaden Madrid. Antalet invånare är 1 370. Arean är 225 kvadratkilometer. María gränsar till Vélez Blanco, Velez Rubio, Chirivel, Orce och Puebla de Don Fadrique. 
Terrängen i María är varierad.